# Osterholz (Bremen)
Osterholz (Bremen) este un sector în orașul hanseatic Bremen , Germania. 